# عبد الرحمن الخليفي
عبد الرحمن الخليفي (5 ديسمبر 1990 -)، مخرج سينمائي كويتي.

## سيرته الذاتية

### فلسفته
رغم الإمكانيات والأدوات البسيطة التي كان يصنعها بنفسه أحياناً، لم تمنعه من إخراج أعماله الفنية الأولى التي كانت بمستوى متقدم من الاحترافية، عبد الرحمن مؤمن بأن الإبداع هو: «صنع شيء من لا شيء» أي كما هو الحال مع ما كان يقوم بـه ويضيف «لا أستطيع أن أعيش دون ممارسة ما أجيد ممارسته».

### سنوات الضياع

بوستر الفبلم الكويتي سنوات الضياع للمخرج عبد الرحمن الخليفي

فيلم سنوات الضياع (بالإنجليزية: The Lost Years)‏ هو الفيلم الأول الذي قام بتصويره وإخراجه وإنتاجه بداية عام 2008 واستغرق تصويره شهراً كاملاً، وهو من بطولة الشاب بدر كرم (زميله في المدرسة) وتعتبر مشاركته في الفلم أول مشاركه له في مجال التمثيل.
شارك فيلم سنوات الضياع بعدة مهرجانات حول العالم من بينها مهرجان الخليج السينمائي الأول الذي عقد في إمارة دبي.

### مجالاته الأخرى
لم يكتفِ الخليفي فقط بالإخراج السينمائي بل انطلق منذ نعومة أظفاره في عالم الفيديو كليب والإعلانات وإضافة إلى ذلك يتمتع عبد الرحمن بخبرات عالية في الجرافيكس والمونتاج والبرمجة وتصميم المواقع التي تعتمد على الفلاش والرسومات ثلاثية الأبعاد.

## جوائزه وإنجازاته
- 2008 :  الإمارات العربية المتحدة - جائزة لجنة التحكيم لأفضل فيلم خليجي عن سنوات الضياع (بالإنجليزية: The Lost Years)‏' في مهرجان الشرق الأوسط السينمائي الدولي.
- 2010 :  الكويت - جائزة أفضل مونتاج عن سنوات الضياع (بالإنجليزية: The Lost Years)‏' في مسابقة شركة السينما الكويتية الوطنية Cinescape بالتعاون مع نادي السينما الكويتي.
- 2011 :  الإمارات العربية المتحدة - جائزة أفضل فيلم خليجي عن الفيلم الوثائقي نوكس:يوم من الأيام (بالإنجليزية: NUKS:Once Upon A Time)‏' في منتدى دول مجلس التعاون الخليجي للإعلام.
- 2012 :  الكويت - قدم سيمينار بمؤتمر فوتوتولكس (بالإنجليزية: Fototalks)‏ عن تصوير الأفلام باستخدام كاميرا رقمية ذات عدسة أحادية عاكسة المقام في جامعة الخليج للعلوم والتكنولوجيا.
- 2012 :  فرنسا - اختير من منظمة الإعلان الدولية العالمية IAA للمشاركة في الدورة الـ59 لمهرجان كان لايونس العالمي للإبداع المقام في فرنسا عن أعماله الوطنية.
- 2012 :  الكويت - حاضر وأشرف على ورشة عمل المونتاج اللاخطي التي أقيمت في جامعة الخليج للعلوم والتكنولوجيا.

## المواقع الرسمية
H90 PICTURES